# Lijst van beklimmingen in de Amstel Gold Race
De lijst van beklimmingen in de Amstel Gold Race geeft een overzicht van heuvels die onderdeel zijn (geweest) van het parcours van de wielerklassieker Amstel Gold Race.

## A
- Adsteeg
- Antoniusbank

## B
- Bemelerberg
- Berg
- Bergseweg
- Bovenste Bosch
- Brakkenberg

## C
- Camerig
- Cauberg
- Côte des Trois Bornes/Frontières

## D
- Daalhemerweg
- Doodeman

## E
- Eperheide
- Eyserbosweg
- Eyserweg

## F
- Fromberg

## G
- Gemmenicherweg
- Geulhemmerberg
- Gulperberg

## H
- Hallembaye (Côte de Hallembaye)
- Heijenrath
- Huls

## K
- Kalleberg
- Keerderberg
- Keutenberg
- Klinkeberg
- Korenweg
- Krekelberg
- Kruisberg (Wahlwiller)

## L
- Lange Raarberg
- Loorberg

## M
- Maasberg
- Mescherberg (Heiweg)
- Mingersberg
- Molsberg
- Moorveldsberg
- Muizenberg

## P
- Piemert
- Plettenberg

## R
- Rasberg

## S
- Saint Pierre
- Saint Siméon
- Schweiberg
- Sibbergrubbe
- Sint-Pietersberg
- Slingerberg (Meerssen)

## T
- Toupsberg

## V
- Vaalserberg
- Vijlenerbos
- Vrakelberg

## W
- Wolfsberg (Noorbeek)

1966 · 1967 · 1968 · 1969 · 1970 · 1971 · 1972 · 1973 · 1974 · 1975 · 1976 · 1977 · 1978 · 1979 · 1980 · 1981 · 1982 · 1983 · 1984 · 1985 · 1986 · 1987 · 1988 · 1989 · 1990 · 1991 · 1992 · 1993 · 1994 · 1995 · 1996 · 1997 · 1998 · 1999 · 2000 · 2001 · 2002 · 2003 · 2004 · 2005 · 2006 · 2007 · 2008 · 2009 · 2010 · 2011 · 2012 · 2013 · 2014 · 2015 · 2016 · 2017 · 2018 · 2019 · 2020 · 2021 · 2022 · 2023 · 2024 · 2025

Lijst van beklimmingen